# Лев Псахис
Лев Псахис е руски шахматист и гросмайстор, който сега живее в Израел. Роден е на 29 ноември 1958 г. Участва на шест шампионата в СССР от 1980 до 1987 г., като печели титлата през 1980 и 1981 (през 1981 г. я поделя с Гари Каспаров).
Псахис е международен гросмайстор от 1982 г.
На турнира в Сараево през 1986 г. Псахис става първи, заедно с Лайош Портиш и Кирил Георгиев. Преди това го е печелил през 1981 г.
Лев Псахис е женен и има дъщеря.